# Жан-Франсуа Ріше
Жан-Франсуа Ріше (фр. Jean-François Richet; нар. 2 липня 1966, Париж, Франція) — французький кінорежисер, сценарист, продюсер та монтажер. Лауреат премії «Сезар» 2009 року за найкращу режисуру диптиху «Ворог держави № 1» та «Ворог держави № 1: Легенда» .

## Життєпис
Жан-Франсуа Ріше виріс у Мо, поблизу Парижа. Кілька років він працював на заводі.
У кіно Ж.-Ф. Ріше прийшов, натхненний фільмами радянських режисерів, таких як Дзига Вертов та Сергій Ейзенштейн . Дебютна режисерська робота Ріше, фільм «Стан місць» 1995 року, була номінована на нагороди низки кінофестивалів та на премію «Сезар» за найкращий дебютний фільм.
У 1997 році Жан-Франсуа Ріше зрежисував фільм «Крек 6-Т» про життя вуличних банд у передмісті Парижа.
Створивши три фільми у Франції, Жан-Франсуа Ріше вирушив до США, де Джон Карпентер дає йому дозвіл зняти рімейк на свій фільм «Напад на 13-й відділок (фільм, 1976)», який вийшов 1976 року. Фільм Ріше «Напад на 13-ту дільницю» вийшов 2005 року.
У 2008 році Франсуа Ріше зняв біографічний фільм про Жака Меріна, оголошеного «ворогом суспільства номер 1» у Франції 1970-х років. Головну роль у диптиху («Ворог держави № 1» та «Ворог держави № 1: Легенда»), що вийшов 2008 року, зіграв Венсан Кассель, який у 2009 році отримав «Сезара» за найкращу чоловічу роль, а Жан-Франсуа Ріше відзначений цією нагородою за найкращу режисуру.
У 2015 році вийшла комедія Жан-Франсуа Ріше «Цей незручний момент», рімейк однойменного фільму 1977 року, поставленому Клодом Беррі. Головні ролі у фільмі зіграли зірки французького кіно Венсан Кассель та Франсуа Клюзе і молоді акторки Лола Ле Ланн та Еліс Ісааз.

## Фільмографія
| Рік  | Українська назва           | Оригінальна назва      | В якості                  |
| ---- | -------------------------- | ---------------------- | ------------------------- |
| 1995 | Стан місць                 | État des lieux         | режисер, сценарист        |
| 1997 | Крек 6-Т                   | Ma 6-T va crack-er     | режисер, сценарист, актор |
| 2001 | Кохання                    | De l'amour             | режисер, сценарист        |
| 2005 | Напад на 13-ту дільницю    | Assault on Precinct 13 | режисер                   |
| 2008 | Ворог держави № 1          | L'instinct de mort     | режисер, сценарист        |
| 2008 | Ворог держави № 1: Легенда | L'ennemi public n°1    | режисер, сценарист        |
| 2014 | WTF! Якого біса?           | N'importe qui          | продюсер                  |
| 2015 | Цей незручний момент       | Un moment d'égarement  | режисер, сценарист        |
| 2016 | Кровний батько             | Blood Father           | режисер                   |
| 2018 | Імператор Парижа           | L'Empereur de Paris    | режисер                   |
| 2023 | Рейс                       | Plane                  | режисер                   |
| 2026 | Заколот                    | Mutiny                 | режисер                   |

## Визнання
| Рік                       | Категорія                      | Фільм                                              | Результат |
| ------------------------- | ------------------------------ | -------------------------------------------------- | --------- |
| Кінофестиваль в Авіньйоні |                                |                                                    |           |
| 1995                      | Приз Tournage                  | «Стан місць»                                       | Перемога  |
| Премія «Сезар»            |                                |                                                    |           |
| 1996                      | Найкращий дебютний фільм       | «Стан місць»                                       | Номінація |
| 2009                      | Найкращий фільм                | «Ворог держави № 1» / «Ворог держави № 1: Легенда» | Номінація |
| 2009                      | Найкраща режисерська робота    | «Ворог держави № 1» / «Ворог держави № 1: Легенда» | Перемога  |
| 2009                      | Найкращий адаптований сценарій | «Ворог держави № 1» / «Ворог держави № 1: Легенда» | Номінація |
| Кришталевий глобус        |                                |                                                    |           |
| 2009                      | Найкращий фільм                | «Ворог держави № 1»                                | Перемога  |